# Bagnoregio
Bagnoregio település Olaszországban, Viterbo megyében. Lakosainak száma 3364 fő (2023. január 1.). Bagnoregio Castiglione in Teverina, Celleno, Lubriano, Montefiascone, Viterbo, Bolsena, Civitella d'Agliano és Orvieto községekkel határos.

## Népesség
A település népessége az elmúlt években az alábbi módon változott:
| Lakosok száma | 3615 | 3609 | 3364 |
|               | 2017 | 2018 | 2023 |